# Sérgio Lopes (músico)
Sérgio Ricardo Lopes de Souza (Campina Grande, 27 de outubro de 1965), conhecido como Sérgio Lopes, é um cantor e compositor de música cristã contemporânea, poeta, escritor e advogado.

## Biografia

### Educação e religiosidade
Foi no ensino fundamental (antigo primário), que Sérgio Lopes envolveu-se com teatro no Colégio Estadual da Liberdade, em Campina Grande, quando conheceu um colega chamado Alfrânio, com o qual compartilhava poemas próprios ou achados dos poetas Augusto dos Anjos e Gonçalves Dias. Filho do radialista Magidiel Lopes de Souza e de Maria das Mercês Lima de Souza, era o mais velho de cinco irmãos. Seu pai escrevia poemas românticos e os lia nos programas de rádio noturnos que locucionava nas rádios AM Caturité e Cariri. Na adolescência iniciou curso de teatro no Teatro Municipal de Campina Grande e sua primeira participação como ator foi na peça "Vestido de Noiva", dirigido pela dramaturga Maria de Lourdes Capozolli.
Sérgio Lopes compõe desde sua adolescência, quando também cantava no coral jovem da Igreja Evangélica Congregacional de Campina Grande, onde permaneceu até 1979. Sérgio Lopes perdeu seus pais precocemente, pois sua mãe morreu de câncer aos trinta e cinco anos e seu pai faleceu em 1988, aos quarenta e seis anos, o que o levou anos mais tarde a alistar-se na Marinha do Brasil para garantir sua sobrevivência e a continuação de seus estudos.

### Teatro e Marinha do Brasil
Em 1978, inscreve uma peça teatral de sua autoria no I FENAE (1º Festival de Artes Evangélicas, realizado em João Pessoa-PB). A peça, intitulada Ananias e Safira recebeu o troféu de 1º lugar. Nesse período, cria o GTE - Grupo Teatral Evangélico, sediado em Campina Grande.
Em 1980 ingressou no Corpo de Fuzileiros Navais da Marinha em Natal, Rio Grande do Norte.
Em 1982 foi transferido para o Rio de Janeiro, onde fixou residência definitiva. No Rio, inicia seus estudos teóricos de música, estudando baixo elétrico com o Prof. Ronaldo Diamante (Copacabana) e se converte ao protestantismo batista.
Em 1983 criou o Grupo Teatral Evangélico do RJ e dirigiu uma peça intitulada O Intruso dos Nossos Natais, apresentada no Teatro Cacilda Becker (Catete) para um público predominantemente evangélico.
Em 1984 iniciou curso de Direito da Universidade Santa Úrsula, no Rio, o qual durou dois anos.

### Carreira musical
Em 1986, estimulado pelo prêmio recebido no I Festival Nacional de Música Sacra com a apresentação da música "Agora posso Crer", ingressa no grupo Altos Louvores liderado por Edvaldo Novaes e grava com eles, pela gravadora Desperta Brasil, do Rio de Janeiro, o long-play intitulado Anseios, cuja faixa-título é uma bela canção de sua autoria. O grupo começa a dar certo e Sérgio Lopes interrompe a faculdade para se dedicar às atividades e viagens do grupo.
Em 1988 grava o terceiro Long-Play com o grupo (Altos Louvores - Vol III), que continha a música "Para onde vão as aves". Nesse mesmo ano, Sérgio Lopes recebe da Rádio Melodia o Troféu de Melhor Música, pela canção "Para onde vão as aves" composta ao violão.[carece de fontes?]
Em 1989, grava com o grupo mais um disco (Altos Louvores - Vol IV), que continha a música "Entre nós outra vez". Nesse mesmo ano, resolve retornar à faculdade e deixa definitivamente o grupo Altos Louvores, após uma participação de quatro anos.
Ao final desse mesmo ano, recebe o convite das gravadoras Desperta Brasil e Som & Louvores para voltar a gravar, desta vez em carreira solo. Decide então fechar seu primeiro contrato profissional com a Som & Louvores.
Em 1990 grava seu primeiro trabalho solo, intitulado Nossos Dias, produzido por Pedro Braconnot (banda Rebanhão), e lançado em circuito nacional com eventos realizados simultaneamente no Rio (teatro SUAM), Porto Alegre (estádio Gigantinho), Recife (Clube Português), Brasília (Clube Primavera, Taguatinga), Vitória (Espírito Santo) (Ginásio Pedro Álvares Cabral), Salvador (Teatro do ICEA), Belém-PA (Ginásio do SESI), Manaus (Louvor-Norte) e outras cidades, em uma turnê que se estendeu durante o primeiro semestre de 1990, que são executadas em todas as  rádios FM evangélicas no Brasil, ajudando a tornar conhecidas as suas composições.
Em 1991 grava seu segundo trabalho, intitulado Libertação produzido por ele mesmo em parceria com o peruano Papi.
Em 1992 grava seu terceiro trabalho, intitulado O Amigo, produzido por Pedro Braconnot.
Em 1993 grava seu quarto trabalho, intitulado Canaan. A produção do CD foi feita pela sua própria banda, composta pelos músicos Cizinho Felix (saxofone); Eli Miranda (guitarra); Davi Mendes (teclados); Cristian (bateria) e pelo próprio Sérgio Lopes, que na época era o baixista da banda.
Em 1994 grava seu quinto trabalho, intitulado Sonhos produzido por Melk Carvalhedo (SP).
Em 1995, deixa a Marinha para dedicar-se integralmente à música. Este ano foi especialmente marcado por muitas viagens pelo Brasil e participação nas programações de televisão nas Redes CNT e Record.
Em 1996 recebe o seu primeiro convite internacional, para participar em Miami, Estados Unidos na primeira quinzena de agosto, de um Congresso Anual das Igrejas Batistas Brasileiras, e em igrejas de várias cidades americanas, entre elas Boston, Dallas e Nova Iorque entre outras. .[carece de fontes?]
Em 1996 lança seu sexto trabalho, intitulado Vidas e Futuros, produzido por Ronald Fonseca, em um lançamento independente do seu selo próprio: Eklesia. Ainda no mesmo ano, lança sua primeira coletânea, intitulada Seleção de Ouro, pela Line Records.
Em 1997 Sérgio Lopes assina contrato para produção de dois trabalhos pela Line Records e lança seu sétimo CD, intitulado O Sétimo, produzido por Pedro Braconnot. Durante este ano, também realiza sua primeira viagem internacional para a Itália e Israel, neste último permanecendo em excursão durante dez dias, onde produziu dois videoclipes musicais para a Rede Record de Televisão.
No segundo semestre de 1998, Sérgio Lopes lança seu oitavo CD Noites e Momentos, pela Line Records, produzido por Tadeu Chuff.
Em 1999 lança pela Line Records o seu nono CD - A Fé, com produção de Tadeu Chuff e participação especial de Fernanda Brum na faixa "A Samaritana".
Em 2000 lança pela Line Records o seu primeiro CD em língua estrangeira, intitulado Cánticos para El Alma. Este é o décimo CD em sua carreira solo e o quarto e último de seu contrato com a Line Records. Em agosto daquele ano, a Zekap Gospel lança em todo o Brasil o álbum Sérgio Lopes Ao Vivo. Este CD rendeu ao cantor segundo disco de ouro de sua carreira.[carece de fontes?]

### Reconhecimento e turnê
Em 1998 recebe o Troféu Talento de "Música do Ano", pela canção "O Lamento de Israel", na cidade de Belo Horizonte-MG. Ainda no mesmo ano, recebe um convite formal da Embaixada Internacional Cristã de Jerusalém para representar o Brasil na II Festa dos Tabernáculos - que comemorava também 50 anos de Israel - realizada em junho do mesmo ano no Canecão, Rio de Janeiro.
Ainda em 1998, recebe o primeiro disco de ouro de sua carreira, concedido pela Sonopress pela vendagem de 100.000 cópias do CD O Sétimo. A entrega do prêmio foi divulgada nacionalmente pela televisão nos programas Gospel Line, apresentado por Nill e no programa de auditório do Raul Gil, Rede Record de Televisão.[carece de fontes?]
Em maio de 2001 realiza sua primeira viagem como cantor aos Estados Unidos, para ministrar na Igreja Batista do Calvário, em Summerville, Boston, e também em Framingham.  Apresentado por um amigo baterista (Sidnei Amaro), Sérgio Lopes se apresenta no dia 3 de junho, um domingo, na Roxbury Presbyterian Church (Pr. Remington).

### Carreira na gravadora Top Gospel
Ainda em 2001, assina com a gravadora Top Gospel, e grava o CD Yeshua: O Nome Hebraico de Jesus, recebendo disco de ouro três meses depois.[carece de fontes?] No mesmo ano, lança uma nova versão do seu site na internet e também assina um contrato de dois anos com cláusula condicional de mais dois com a Gravadora Top Gospel.
Em 2003 lança pela gravadora Top Gospel o CD Gálatas, produzido mais uma vez por Tadeu Chuff e contando com a brilhante participação do Pr. Paulo César do Grupo Logos.
Em 2004 lança o CD Apocalipse: Cartas às 7 Igrejas, seu terceiro trabalho pela gravadora Top Gospel, produzido por Vagner Santos. Em Setembro desse mesmo ano, sofre um acidente gravíssimo na Rodovia Rio-Teresópolis, fraturando várias costelas e sendo submetido a uma delicada cirurgia, ficando durante 14 dias hospitalizad.o Teve uma recuperação rápida e em dezembro do mesmo ano retoma sua agenda.
Em julho de 2005 Sérgio Lopes recebe dois discos de ouro da gravadora Top Gospel, pelos CDs Apocalipse (Abr/2004) e pelo até então recém lançado Lentilhas (Maio de 2005), este último, tendo o mérito de ter sido o mais rápido disco de ouro de toda sua carreira, certificado em menos de três meses após o lançamento.[carece de fontes?] Nesse mesmo ano, Sérgio Lopes assina novo contrato com a gravadora Art Gospel, para a gravação de dois CDs e dois DVDs. O contrato duraria aproximadamente 4 anos.
No dia 15 de setembro de 2005, exatamente um ano após o acidente de 2004, Sérgio Lopes lança pela gravadora Art Gospel seu segundo CD/DVD ao vivo intitulado O Amor de Deus, gravado no Teatro Guararapes em Recife, Pernambuco, com a casa completamente lotada.[carece de fontes?] A produção musical ficou por conta de Vagner Santos com participação do saxofonista Marcos Bonfim, responsável pelos arranjos de metais.
Em 2007 lança o CD Getsêmani No CD, participam os seus três filhos, Serginho (guitarra), Arthur (baixo) e Gabriel (bateria), que tocam na faixa "Dose Over", uma regravação do cantor da época em que estava no grupo Altos Louvores.
Em 2008 é o grande homenageado do ano no Troféu Talento em um evento realizado em São Paulo no Credicard Hall. No mesmo ano, lança pela Art Gospel o CD Bethesda com produção de Alcimar Rangel.
Em 2009 lança seu terceiro trabalho ao vivo, intitulado Sérgio Lopes Acústico.

### Retorno à Line Records
Em 2011, 11 anos depois de ter saído da Line Records, Sérgio Lopes retoma a parceria com a gravadora e lança o CD A Melhor Escolha, com produção musical de Marco Santos durante a ExpoCristã, maior feira de produtos e serviços cristãos da América Latina.

### Sony Music
Em 17 de setembro de 2014, Sérgio firma parceria com a Sony Music e lança em outubro do mesmo ano o seu mais recente álbum, intitulado Coração Discípulo.
Em 6 de dezembro de 2017, o cantor lançou o CD Somos.
E em 19 de agosto de 2019, lança seu mais novo álbum, titulado com seu próprio nome Sergio Lopes, contendo 3 regravações em um ritmo novo e 5 faixas inéditas, lançando o seu single O Ateu carregando letras profundas e intimas no estilo clássica operática, juntamente com  faixa Se Apenas Minha Fé Sobreviver no estilo Soft rock.
Em 2021 de janeiro a junho lança 6 singles, acompanhados pelas plataformas incluído youtube: Adonai, No Barulho da Cidade, O Céu de Deus, Tudo Vem do Senhor; no dia 14 de maio regrava a canção ''Lamento de Israel'' devido ao maior bombardeio de Israel contra Gaza e que deixou ao menos 139 mortes , dia 30 de junho lança o single ''Meu Filho, Eu Te Avisei'', Sendo este o último do ano.
Em 28 de junho de 2022 lança o single "Anjos da Escada", lançando posteriormente o álbum com mesmo nome..
Em dezembro de 2022 lança nas plataformas digitais a música "Soldado Ferido", composta durante os dias de recuperação.
Em fevereiro de 2023 lança o single "ÉS MEU FAROL" e em abril do mesmo ano lança a música "SIMÃO CIRENEU".

### Vida pessoal e área jurídica
Sergio Lopes sempre manteve uma vida pessoal discreta. Em 1988 casou-se com a pedagoga Simone de Meira Lima, com quem teve três filhos: Sergio Victor de Meira Lopes (1990), Arthur de Meira Lopes (1991) e Gabriel de Meira Lopes (1993). Divorciou-se litigiosamente em 2002.  
Em 2004 envolveu-se numa campanha política para disputar o cargo de prefeito em Cachoeiras de Macacu, sofrendo um grave acidente de carro poucos dias antes das eleiçôes, fato que o retirou da disputa. 
Em 2007 casou-se com a psicóloga Marceli Farias de Menezes, com quem teve duas filhas: Izabela de Menezes Lopes (2015) e Manuela de Menezes Lopes (2017). 
Em 2008 inicia novamente o curso de Direito na UNESA de Nova Friburgo. 
Em 2012, conclui o curso de Direito e é aprovado no VIII Exame unificado da OAB, passando a exercer a advocacia. Inicia curso de pós-graduação em Propriedade Intelectual (Direitos Autorais) na PUC-RJ.
Divorciou-se consensualmente em 2022.

## Discografia

### com Altos Louvores
- 1986 - Vol. 2 - Anseios
- 1988 - Vol. 3 - Para Onde Vão As Aves
- 1989 - Vol. 4 - Brilhante (Faixa-título de sua autoria)

### Carreira solo
- 1990 - Nossos Dias
- 1991 - Libertação
- 1992 - O Amigo
- 1993 - Canaan
- 1994 - Sonhos
- 1996 - Vidas e Futuros
- 1997 - O Sétimo
- 1998 - Noites e Momentos
- 1999 - A Fé
- 2000 - Sérgio Lopes Ao Vivo
- 2001 - Yeshua: O Nome Hebraico de Jesus
- 2003 - Gálatas
- 2004 - Apocalipse: Cartas às 7 Igrejas
- 2005 - Lentilhas
- 2005 - O Amor de Deus
- 2007 - Getsêmani
- 2008 - Bethesda
- 2009 - Sérgio Lopes Acústico
- 2011 - A Melhor Escolha
- 2014 - Coração Discípulo
- 2017 - Somos
- 2019 - Sergio Lopes 2019
- 2020 - singles "Tudo Vem do Senhor" e "Meu Filho Eu te Avisei"
- 2022 - Anjos da Escada
- 2023 - Singles "ÉS MEU FAROL", "SOLDADO FERIDO" e "ANTES DE TE CONHECER"
- 2024 - Single "SIMÃO CIRENEU" e "Renovo de Israel"
- 2025 - Single "A Mulher Adúltera"

## Coletâneas
- 1995 - Os Melhores de Sérgio Lopes vol. 1&2 (Grav. Som e Louvores)
- 1996 - Seleção de Ouro (Grav. Line Records/Assoc. Beneficente Cristã-SP - Direitos readquiridos por Sérgio Lopes)
- 2000 - Cánticos para El Alma - espanhol - (Grav. Line Records)
- 2004 - Seleção de Ouro vol. 2 (Grav. Line Records)
- 2008 - Sérgio Lopes - O Poeta da Música Gospel (Grav. LGK / Som Livre) Relançamento da coletânea "Seleção de Ouro"

## Videografia
- 1998 - As Melhores de Sérgio Lopes (Grav. Line Records)
- 2000 - Sérgio Lopes Ao Vivo (Grav. Zekap Gospel)
- 2006 - O Amor de Deus (Grav. Art Gospel)
- 2009 - Sérgio Lopes Acústico (Grav. Art Gospel)

## Participações em outros projetos
- CD Recados do Coração (faixa "Correntes de Amor")
- CD Clamor pela Paz (faixa "Canaan")
- Léa Mendonça - Felicidade (faixa "Vem ficar Comigo")
- Cristina Mel - Dê Carinho (faixa "Deus Uniu")
- Denise Cerqueira - Meu Clamor (faixa "Amor Universal")
- Para Sempre: Lenilton & Amigos (faixa "Escrevi")[31]
- Contato Vital - A Marca (faixa "Encanto")[32]
- Trilha sonora da novela O Rico e Lázaro, da RecordTV (faixa "O Lamento de Israel")
- As Canções Preferidas do Bispo Macedo (faixas "O Amigo", "Canção de Bartimeu" e "A Melhor Escolha")

## Parcerias e Composições cedidas a outros artistas
- "Presente de Deus'" - CD Gratidão de Cristina Mel (Sérgio Lopes gravou sob o  título "Enquanto Houver Amor" no CD "Lentilhas")
- "Em suas Mãos" - CD Dê Carinho" de Cristina Mel (que ele gravou posteriormente no CD "Lentilhas" sob o título "Restaurador de Corações")
- "Aprendendo a Esperar" - CD Glorificando de Eyshila
- "Perfeito como a Flor" - CD Mais Doce que o Mel de Eyshila
- "Quero muito Mais"[33], "Radical", "O Encontro" e "A Luz" (esta última em parceria com Sérgio Herval) - CD O Encontro de Val Martins
- "Santo És" - CD Um Toque de Amor de Cristina Mel
- "Não haverá Calvário outra Vez" - CD Meu Clamor de Denise Cerqueira
- "Frases Decoradas" - CD Liberdade de Wellington Camargo
- "Segredos" - Altos Louvores - Vol. 6 "Meu Querer"

## Publicações
- Cantores Evangélicos - O Sucesso e o Altar - Editora AlfalitBrasil/1997
- O Observador da Vida - Poemas e Crônicas - Meira Lopes Editora/2005